# Léon Kauffman
Léon Kauffman (ur. 16 sierpnia 1869 w Luksemburgu, zm. 25 marca 1952 tamże) – luksemburski polityk. Dwunasty premier Luksemburga, sprawujący urząd od 19 czerwca 1917 roku do 28 września 1918 roku. Pełnił także funkcję ministra finansów.